# Латукан
Вулкан Латукан потенційно активний стратовулкан у центрі пасма стратовулканів східно-західного спрямування (7.65°N,124.45°E). Знаходиться на північний захід від Мінданао, південний схід від озера Ланао, у провінцій Ланао-дель-Сур острову Мінданао. Висота складає 2338 м.
Інститут вулканології Філіппін відносить цей вулкан до неактивних без будь-яких підтверджень[джерело?]. Вулкан міститься у Каталозі активних вулканів світу (Neumann van Padang, 1953), але дата останнього виверження не відома[джерело?].